# آرشي جورمان
آرشي جورمان (بالإنجليزية: Archie Gorman)‏ (10 أبريل 1909 في المملكة المتحدة - ) هو لاعب كرة قدم بريطاني في مركز نصف الجناح. لعب مع نادي بليموث أرجايل وEdinburgh City F.C. ‏.